# Domarin
Domarin – miejscowość i gmina we Francji, w regionie Owernia-Rodan-Alpy, w departamencie Isère.
Według danych na rok 1990 gminę zamieszkiwały 1382 osoby, a gęstość zaludnienia wynosiła 462 osób/km² (wśród 2880 gmin regionu Rodan-Alpy Domarin plasuje się na 611. miejscu pod względem liczby ludności, natomiast pod względem powierzchni na miejscu 1649.).